# Iampil, Katerînopil
Iampil (în ucraineană Ямпіль) este o comună în raionul Katerînopil, regiunea Cerkasî, Ucraina, formată numai din satul de reședință.

## Demografie
Componența lingvistică a comunei Iampil
     Ucraineană (93,3%)
     Rusă (5,09%)
     Română (1,07%)
     Alte limbi (0,54%)
Conform recensământului din 2001, majoritatea populației comunei Iampil era vorbitoare de ucraineană (93,3%), existând în minoritate și vorbitori de rusă (5,09%) și română (1,07%).